# Sonic Gems Collection
Sonic Gems Collection (ソニックジェムズコレクション?, Sonikku Jemuzu Korekushon) è un videogioco compilation sviluppato da Sonic Team e pubblicato da Sega per le console GameCube e PlayStation 2 nel 2005. I giochi emulati abbracciano più generi e console, dal Sega Mega Drive al Sega Saturn, e mantengono le caratteristiche e gli errori delle loro versioni originali con modifiche minime. I progressi dei giocatori vengono premiati con demo di altri giochi di Sonic the Hedgehog, video e artwork promozionali che narrano la storia del franchise. Mentre il suo predecessore del 2002, Sonic Mega Collection, comprendeva i giochi di Sonic considerati più popolari, Gems Collection si concentra sui titoli meno conosciuti, come Sonic CD e Sonic the Fighters. Sono inclusi altri titoli slegati da quelli del porcospino blu, ma alcuni, come la trilogia di Streets of Rage, sono stati omessi nella localizzazione occidentale.
Lo sviluppatore Sonic Team ha concepito la compilation per introdurre i giocatori più giovani ai titoli più vecchi della serie. Uno dei capitoli della saga che volevano includere, SegaSonic the Hedgehog, è stato escluso a causa di difficoltà di emulazione. Le recensioni sono state miste o nella media; i critici erano divisi sul fatto che la raccolta avrebbe soddisfatto i giocatori. Vennero espresse preferenze per Sonic CD e Vectorman, ma trovarono Sonic the Fighters e Sonic R mediocri e non amavano i giochi Game Gear. Alcuni sono rimasti delusi dall'assenza dei tre Streets of Rage nella versione internazionale e altri come Knuckles' Chaotix e Sonic the Hedgehog Pocket Adventure.

## Modalità di gioco
Sonic Gems Collection è una raccolta di alcuni dei videogiochi meno conosciuti tra quelli pubblicati da Sega per varie console, come il Sega CD, il Sega Saturn e il Game Gear. Si concentra principalmente sui titoli di Sonic, come Sonic CD (1993) e Sonic the Fighters (1996). Include anche sei dei dodici giochi distribuiti per Game Gear, mentre gli altri sei sono stati inclusi nella precedente compilation, Sonic Mega Collection Plus. Questi giochi comprendono vari generi, come platform, picchiaduro, flipper e rompicapo. Inoltre, i giocatori possono sbloccare diversi giochi per Mega Drive non correlati al porcospino blu, inclusi i due Vectorman (1995 e 1996). Quattro giochi presenti nella versione giapponese, ovvero Bonanza Bros. (1990) e la trilogia di Streets of Rage (1991-1994), non sono stati inclusi nella versione internazionale. Ogni gioco è per lo più identico alla sua versione originale, ma alcuni sono stati modificati; ad esempio, Sonic R presenta un frame rate più elevato. Inoltre è presente una differenza in quest'ultimo titolo, difatti nella versione per GameCube la modalità multigiocatore consente di giocare fino ad un massimo di quattro persone, mentre in quella PlayStation 2 tale opzione è limitata a due.
La compilation presenta un ampio museo in cui i giocatori possono visualizzare svariati contenuti, come artwork promozionali, video, screenshot e musica, sbloccabili dopo aver soddisfatto determinati obiettivi. È inoltre possibile sbloccare delle demo a tempo limitato dei giochi originali Mega Drive di Sonic e dei restanti sei giochi per Game Gear. In ogni demo il giocatore inizia dal livello finale del rispettivo titolo e può continuare a giocare fino allo scadere del tempo.
| Giochi predefiniti di Sonic | Giochi predefiniti di Sonic | Giochi predefiniti di Sonic | Giochi predefiniti di Sonic | Giochi predefiniti di Sonic   |
| Titolo                      | Genere                      | Piattaforma originale       | Anno                        | Sviluppatore                  |
| --------------------------- | --------------------------- | --------------------------- | --------------------------- | ----------------------------- |
| Sonic CD                    | Piattaforme                 | Sega CD                     | 1993                        | Sega                          |
| Sonic the Fighters          | Picchiaduro a incontri      | Arcade                      | 1996                        | Sega AM2                      |
| Sonic R                     | Guida                       | Saturn                      | 1997                        | Traveller's Tales, Sonic Team |
| Sonic the Hedgehog 2        | Piattaforme                 | Game Gear                   | 1992                        | Aspect Co.                    |
| Sonic Triple Trouble        | Piattaforme                 | Game Gear                   | 1994                        | Aspect Co.                    |
| Sonic Spinball              | Flipper                     | Game Gear                   | 1993                        | Sega Technical Institute      |
| Sonic Drift 2               | Guida                       | Game Gear                   | 1995                        | Sega                          |
| Tails' Skypatrol            | Rompicapo                   | Game Gear                   | 1995                        | SIMS Co., Ltd.                |
| Tails Adventure             | Piattaforme                 | Game Gear                   | 1995                        | Aspect Co.                    |
| Giochi sbloccabili          |                             |                             |                             |                               |
| Vectorman                   | Piattaforme, run 'n' gun    | Mega Drive                  | 1995                        | BlueSky Software              |
| Vectorman 2                 | Piattaforme, run 'n' gun    | Mega Drive                  | 1996                        | BlueSky Software              |
| Bonanza Bros.               | Piattaforme, sparatutto     | Mega Drive                  | 1991                        | Sega                          |
| Streets of Rage             | Picchiaduro a scorrimento   | Mega Drive                  | 1991                        | Sega                          |
| Streets of Rage 2           | Picchiaduro a scorrimento   | Mega Drive                  | 1992                        | Sega                          |
| Streets of Rage 3           | Picchiaduro a scorrimento   | Mega Drive                  | 1994                        | Sega                          |

## Sviluppo
Sonic Gems Collection è stato sviluppato da Sonic Team e pubblicato da Sega per GameCube e PlayStation 2. Secondo il direttore del Sonic Team, Yojiro Ogawa, la compilation (e la precedente Sonic Mega Collection del 2002) è stata concepita per introdurre i giovani giocatori ai titoli più vecchi del franchise di Sonic the Hedgehog. Mentre Sonic Mega Collection si concentrava sui giochi originali usciti su Mega Drive per mostrare ciò che ha reso il franchise un successo, Sonic Gems Collection si focalizzava sui titoli che Sega considerava rari e meno conosciuti. Sebbene Sonic Team fosse responsabile della creazione di Sonic Gems Collection, ebbe un coinvolgimento limitato nello sviluppo dei giochi inclusi nella raccolta; ad esempio, Sega AM2 ha realizzato Sonic the Fighters mentre Sonic R è stato sviluppato principalmente da Traveller's Tales. La maggior parte dei giochi inclusi sono emulati, tranne Sonic the Fighters che è una conversione.
All'inizio dello sviluppo di Gems Collection, Sonic Team aveva stilato una lista dei giochi più ricercati per la compilation. Il team ha considerato i giochi che riteneva di alta qualità nella grafica, nel gameplay e nella loro natura generale. Sonic CD e Vectorman vennero originariamente considerati per essere inclusi in Mega Collection, ma sono stati posticipati all'uscita di Gems Collection. Il produttore Yūji Naka affermò che i vincoli di spazio del disco hanno impedito l'inclusione di Sonic CD in Mega Collection. SegaSonic the Hedgehog (1993) di AM3 è stato omesso a causa di problemi nell'emulazione dei controlli del trackball, ritenuto non facile da replicare su un gamepad. Knuckles' Chaotix (1995) è assente dalla raccolta, tuttavia nel museo è presente un'intera galleria di immagini dedicate a tale gioco, ciò suggerisce che doveva comparire assieme agli altri. Nel disco di Sonic Gems Collection è inoltre possibile trovare dei file inutilizzati che mostrano che dovevano essere presenti anche Sonic Eraser, Wonder Boy III: Monster Lair, Monster World IV e Wonder Boy V: Monster World III, ma nessuno di questi quattro venne inserito nella versione finale. AM2 ha assistito il team di sviluppo nella conversione di Sonic the Fighters, segnando così la sua prima uscita su una console casalinga. Le versioni Windows di Sonic CD e Sonic R sono state impiegate in Sonic Gems Collection, in sostituzione a quelle originali uscite sulle piattaforme Sega. Entrambi i giochi hanno ricevuto aggiornamenti grafici: la sequenza di apertura di Sonic CD è presentata a schermo intero e Sonic R vanta di texture di qualità superiore.
Durante lo sviluppo, Sonic Team sperava che la versione di Sonic Gems Collection di ogni regione fosse identica nei contenuti. Tuttavia, i giochi di Streets of Rage e Bonanza Bros. vennero omessi dalla localizzazione nordamericana, a causa dei timori di una valutazione "Teen" dall'Entertainment Software Rating Board (ESRB). Come diretta conseguenza, anche la versione PAL ha subito gli stessi identici cambiamenti. Il team desiderava anche includere sia la colonna sonora giapponese che quella nordamericana di Sonic CD, ma i problemi di spazio e licenza hanno portato il Giappone a ricevere solo la rispettiva colonna sonora mentre tutte le altre regioni hanno utilizzato la versione nordamericana, benché originariamente l'edizione europea uscita negli anni '90 del gioco facesse uso della musica giapponese. Sonic Gems Collection è stato annunciato nel maggio 2005 ed è stato reso giocabile all'Electronic Entertainment Expo (E3). È stato pubblicato l'11 agosto 2005 in Giappone, il 16 agosto 2005 in Nord America e il 30 settembre 2005 in Europa. La versione per PlayStation 2 non è stata distribuita in Nord America. Venne inoltre pianificata una versione per Xbox, ma venne cancellata prima dell'uscita. Coloro che avevano ordinato il gioco tramite il negozio online di Sega, Sega Direct, hanno ricevuto un esclusivo yo-yo a tema Sonic.

## Accoglienza
| Testata                            | Versione | Giudizio |
| ---------------------------------- | -------- | -------- |
| Metacritic (media al 15-06-2021)   | GC       | 64/100   |
| GameRankings (media al 26-08-2019) | GC       | 66.50%   |
| 1UP.com                            | GC       | C+       |
| EGM                                | GC       | 6.2/10   |
| Eurogamer                          | GC       | 7/10     |
| GameSpot                           | GC       | 6.3      |
| GameSpy                            | GC       | 3.5/5    |
| IGN                                | GC       | 7.5/10   |
| Jeuxvideo.com                      | GC       | 9/20     |
| Nintendo Power                     | GC       | 8.5/10   |
| Retro4Ever                         | GC       | 8.25/10  |
| VideoGamer.com                     | GC       | 4/10     |
| SpazioGames.it                     | PS2      | 6.5/10   |
| Multiplayer.it                     | GC       | 6/10     |

Secondo Metacritic, un aggregatore di recensioni di videogiochi, Sonic Gems Collection ha ricevuto recensioni "miste o nella media". Entro il 22 novembre 2005, la compilation ha venduto 200 000 copie fuori dal Giappone. Nel 2006, la versione per GameCube è stata etichettata come un gioco Player's Choice, indicando che ha venduto un milione di unità.
I recensori hanno considerato Sonic CD la caratteristica più forte della compilation, a tal punto che Steve T. di Nintendo Power e un altro redattore di Electronic Gaming Monthly (EGM) hanno affermato che valeva la pena acquistarlo solo per Sonic CD. Juan Castro di IGN ha ritenuto che Sonic CD "regge ancora il confronto con i platform moderni", lodando il suo gameplay, il level design, la grafica e il suono unici e orientati al viaggio nel tempo. Castro lo definì uno dei migliori giochi della serie Sonic e non fu meno divertente della sua versione originale. Ryan Davis di GameSpot ha trovato Sonic CD superiore agli altri giochi della compilation, e Tom Bramwell di Eurogamer ha affermato "Rallegrati per Sonic CD... Non rallegrarti per nient'altro, perché è per lo più spazzatura". Molti recensori sono stati anche soddisfatti dell'inclusione dei giochi di Vectorman. Castro lo ha definito "l'apice del gioco a 16 bit", lodando la sua fusione di combattimenti contro i boss, azione e platform e dicendo che è invecchiato bene. Bramwell di Eurogamer e Phil Theobald di GameSpy concordavano riguardo al gioco.
I critici generalmente ritenevano che Sonic R e Sonic the Fighters fossero mediocri. Castro, Theobald e Davis hanno paragonato Sonic the Fighters in modo sfavorevole ai giochi della serie Virtua Fighter, con Davis che lo ha definito datato e semplicistico. Superpanda di Jeuxvideo.com, in una recensione negativa della compilation, ha sostenuto che Sonic the Fighters era troppo breve e aveva problemi nei controlli, ma che Sonic R era alla pari con Sonic CD in termini di qualità, lodando la grafica del gioco e affermando che era il gioco più bello della compilation. Castro è stato meno positivo: ha trovato le sue idee intelligenti e lo ha considerato un interessante allontanamento dai normali giochi di corse, ma ha ritenuto che tali idee fossero mal implementate e che i controlli fossero scomodi. Tuttavia, pensava ancora che il gioco fosse divertente e che la sua colonna sonora fosse unica. Theobald ha espresso un parere simile, considerandolo "un concetto che funziona meglio in teoria che in pratica". Al contrario, Davis ha affermato che la "colonna sonora ridicolmente brutta" di Sonic R è stata la sua "unica qualità redentrice". Bramwell lo considerava troppo strano e breve per valere il tempo del giocatore.
I sei giochi per Game Gear sono stati criticati per la loro qualità irregolare e la scarsa emulazione. A Theobald piaceva che i giochi fossero disponibili fin dall'inizio, ma era perplesso sul motivo per cui gli altri sei giochi erano stati esclusi. Ha anche considerato la selezione casuale ("perché Sonic 2, ma non Sonic?"). Castro era incuriosito dal fatto che fossero tutti su un disco, ma pensava che la loro qualità video fosse pessima e disse "probabilmente faresti meglio a rispolverare il tuo vecchio [Game Gear] e trovare quei vecchi giochi" piuttosto che giocarli su Sonic Gems Collection. Dei giochi Game Gear, Davis preferiva Sonic 2, Sonic Triple Trouble e Tails' Skypatrol, ma non gli piaceva il resto. Ha criticato pesantemente la loro qualità di emulazione, notando i frequenti cali di frame rate. Bramwell ha scherzato sul fatto che fossero presenti sul disco per scopi "didattici". Ha criticato aspramente la loro risoluzione e ha incoraggiato i lettori a ignorarli del tutto.
Alcuni redattori hanno trovato la raccolta incompleta. Sia Davis che Theobald hanno criticato l'esclusione dei giochi di Streets of Rage dalla versione nordamericana. Davis ha dichiarato che li preferiva a Vectorman e Theobald ha detto che Sega avrebbe dovuto lasciare che la compilation ottenesse una valutazione Teen dall'ESRB. Theobald era anche deluso dal fatto che nella compilation mancassero SegaSonic the Hedgehog, Knuckles' Chaotix e gli altri giochi per Game Gear. Jeremy Parish di 1UP.com ha affermato che anche la combinazione di Sonic Mega Collection e Sonic Gems Collection fornirebbe ai giocatori una collezione di Sonic incompleta, criticando aspramente l'esclusione di Knuckles' Chaotix e Sonic the Hedgehog Pocket Adventure e ritenendo che i giochi per Master System della serie avrebbero dovuto essere inclusi al posto di quelli per Game Gear. Superpanda ha detto che avrebbe preferito Knuckles' Chaotix ai giochi per Game Gear e ha anche considerato una delusione l'esclusione della versione Saturn di Sonic 3D: Flickies' Island.
I recensori erano generalmente divisi sul fatto che Sonic Gems Collection avrebbe lasciato soddisfatti i giocatori. EGM lo ha riassunto come un "mix tristemente irregolare", ma un fan di Sonic dovrebbe controllare se voleva Sonic CD. Castro ha detto che la compilation era "decente" e valeva il suo prezzo, ma non era solida come Sonic Mega Collection. Theobald la trovava di poco interesse e che solo Sonic CD e Vectorman sarebbero piaciuti ai giocatori occasionali. Bramwell fu sarcastico: "se questo genere di cose è importante per te, se non riesci ancora a scollegare il tuo Dreamcast, e possiedi Virtua Fighter 4 e tutti gli altri e pensi che siano fantastici, questo fa per te".  Quando Famitsū ha nominato i migliori giochi del 2005, ha classificato Sonic Gems Collection tra gli ultimi tra le versioni PlayStation 2 e GameCube.
Tom Orry di VideoGamer.com affermò che Sonic Gems Collection sembrava qualcosa che non sarebbe mai dovuto accadere. Aveva senso di esistere dal punto di vista commerciale, ma non era eccezionale per il pubblico che acquistava la raccolta di giochi. Sonic CD avrebbe dovuto essere sicuramente incluso in Mega Collection, così come Sonic the Fighters e Sonic R. Con una sola gemma in questo set, non ne valeva la pena. Pietro Sanatore di SpazioGames.it ritenne che in questa occasione veniva presentata forse la parte meno bella delle avventure del porcospino blu. Innanzitutto non aiutava la natura dei giochi per Game Gear, la mediocre qualità di alcuni di essi e il fatto che chi già possedeva Sonic Adventure DX li aveva già tutti (anche se era necessario sbloccarli). Al contrario, favorì Sonic CD, Sonic the Fighters, le numerose immagini sbloccabili e i due videogiochi extra, suggerendo che quest'ultimi potevano essere di più. A differenza di Sonic Mega Collection, in questa sede bisognava valutare meglio l'acquisto, dato che nell'altro caso si era sicuri di portarsi a casa numerosi capolavori, mentre qui, il discorso era diverso. Sanatore concluse affermando che se non si era molto presi dal retrogaming e non si era fan del riccio blu, anche se il prezzo ridotto aiutava, poteva solamente promettere a Sonic di sfrecciare insieme a lui in un'altra occasione.
Tommaso Pugliese di Multiplayer.it ritenne che come al solito i prodotti appartenenti al filone del retrogaming andavano "vissuti" in maniera diversa rispetto ai videogiochi attuali, soprattutto perché un confronto oggettivo sarebbe stato impietoso. Quelli che erano capolavori assoluti dieci o vent'anni prima, al giorno d'oggi potevano essere apprezzati per l'originalità e per alcuni elementi del gameplay, che comunque sono stati rimpiazzati da modelli di più ampio respiro. Dunque il fan di Sonic poteva godersi una collezione completa (tra Mega Collection e Gems Collection) dei videogame con protagonista il porcospino blu e i suoi amici, mentre il fruitore "moderno" o "casuale" di videogiochi non avrebbe degnato questo prodotto neppure di uno sguardo. Alessandro Martini di Videogame.it trovò che fosse indubbio che la rimozione dei tre Streets of Rage avesse severamente limitato l'attrattiva di Sonic Gems Collection, almeno nelle sue versioni occidentali. Ad ogni buon conto, la sola presenza di Sonic CD, insieme al prezzo ridotto, tenevano in piedi questa raccolta creando almeno un punto di interesse per i fan. Il consiglio valeva per i soli lettori "avvezzi" al retrogaming e ai classici di un tempo, perché tecnicamente lo stesso Sonic CD risentiva parecchio dei dodici anni passati, pur conservando una certa personalità nel design e soprattutto nelle ottime musiche. Erano quasi interamente da dimenticare gli altri giochi presenti nella raccolta, con la possibile esclusione di Sonic the Fighters, picchiaduro 3D limitato ma divertente che sprizzava simpatia da ogni pixel. In ultima analisi, Martini ritenne che si poteva fare di più nella scelta dei titoli riproposti, domandandosi il perché dell'assenza di Chaotix, e considerando che il passaggio dal Giappone all'occidente aveva eliminato proprio alcune delle migliori "gemme".
In una recensione in retrospettiva Retro4Ever apprezzò maggiormente i tre titoli principali della compilation ma criticò quelli per Game Gear in quanto non sembravano davvero adattarsi a una console fissa, dato che erano stati originariamente concepiti per dei dispositivi portatili, e li vide come dei riempitivi. Questo dettaglio, assieme all'omissione della trilogia di Streets of Rage, impediva alla raccolta di essere perfetta. I giocatori avrebbero trovato questa compilation come buona se si era in possesso di un GameCube o di un Wii, ma per chi aveva acquistato Sonic CD e Sonic the Fighters in formato digitale, si ritrovava solamente l'insignificante conversione di Sonic R come offerta principale, il quale non sarebbero bastato per giustificare l'acquisto. Nonostante ciò la ritenne un'ottima compilation per i completisti di Sonic, i quali avrebbero avuto fra le mani qualcosa di diverso da quello a cui si era abituati di ricevere da una compilation di Sega.